# Madre de Dios (département)
Pour les articles homonymes, voir Madre de Dios.
Le département de Madre de Dios (en espagnol : Departamento de Madre de Dios) est l'une des 24 régions  (ou département) du Pérou. Elle fait géographiquement partie de l'Amazonie et son nom provient du río Madre de Dios qui traverse la région. Sa capitale est la ville de Puerto Maldonado.

## Géographie

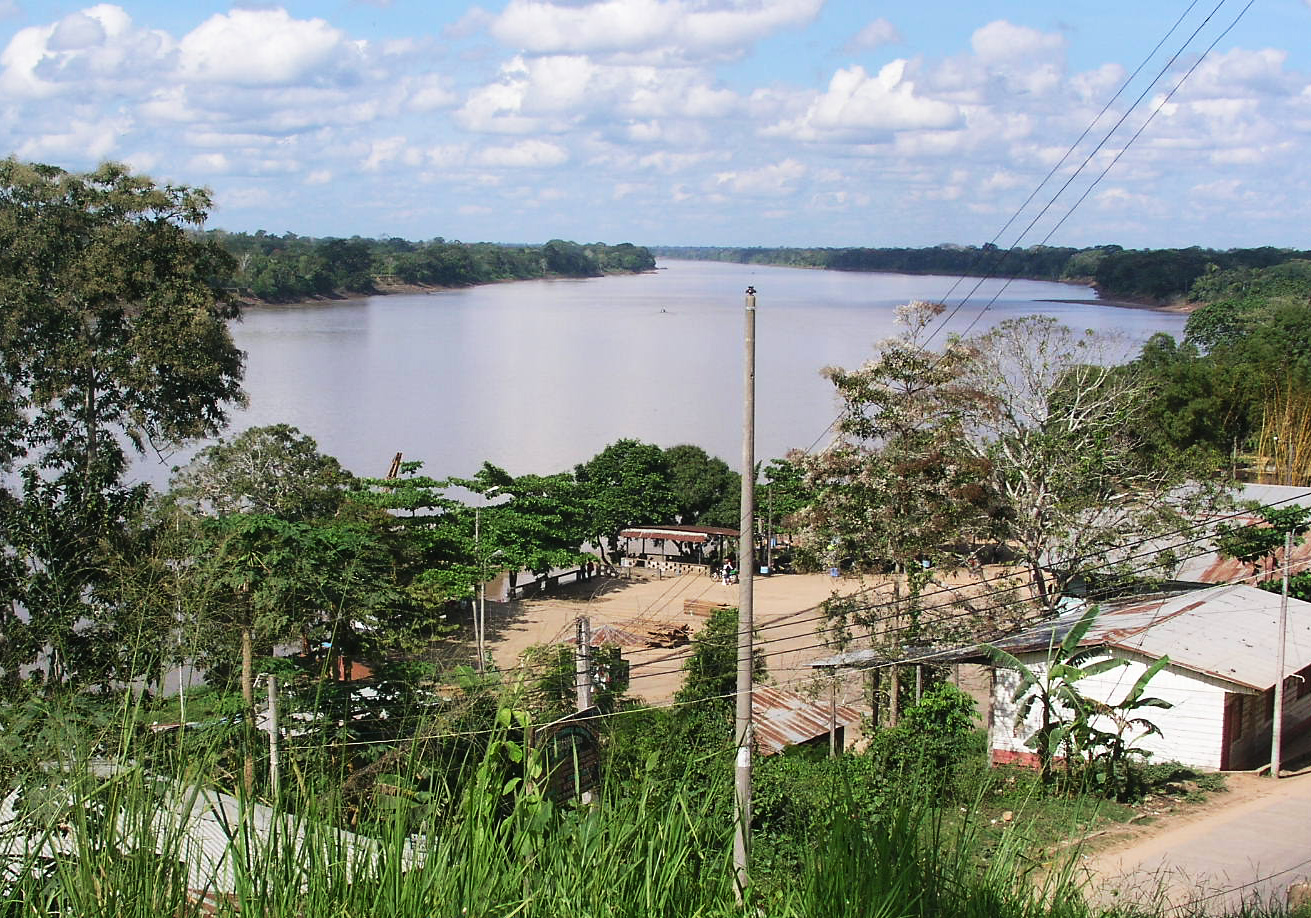
Rivière Madre de Dios à Puerto Maldonado.

Située au sud-est du Pérou, le département de Madre de Dios est intégralement couvert par la forêt amazonienne. Il est limité au nord-ouest par le département d'Ucayali, au sud par le département de Cuzco, au nord par le Brésil et à l'est par la Bolivie. Sa capitale, Puerto Maldonado, se trouve au confluent du río Madre de Dios et du Tambopata.
Le climat de la région est tropical, chaud et humide, avec des précipitations dépassant les 1 000 mm par an. Cependant, des masses d'air froid provenant des plateaux du sud-est peuvent arriver dans la région et provoquer des baisses de température. La température moyenne est de 26 °C à Puerto Maldonado. La saison des pluies dure de décembre à mars.
C'est l'une des régions qui affichent la plus grande biodiversité au monde.

### Divisions administratives
Le département de Madre de Dios est composé de trois provinces qui sont divisées en 10 districts :
|  | - Tambopata - Manu - Tahuamanu |

## Économie
L'économie de la région dépend en quasi-exclusivité de l'exploitation de matières premières et de l'agriculture. Les principales productions agricoles sont le coton, le café, le sucre de canne, le cacao, les noix du Brésil et l'huile de palme. Sur les rives du Madre de Dios et de l'Inambari, on trouve des exploitations de minerais d'or. Ceci pose un sérieux problème écologique et de santé puisqu'il n'est pas rare que les mineurs utilisent du mercure pour purifier l'or.
Près de 40 000 personnes se sont installées dans la région dans l'espoir de sortir de la misère. D'après la journaliste Marie-Laure Théodule « beaucoup se sont retrouvées piégées dans l’enfer des mines exploitées par des barons locaux : contamination au mercure utilisé pour amalgamer l’or, traite humaine, prostitution, trafic d’armes, de drogue et d’alcool. Ces orpailleurs déboisent à tout-va pour creuser d’énormes excavations d’où ils extraient l’or et rejettent le mercure. Et ils laissent derrière eux une lande désertique trouée d’une multitude d’étangs pollués – près de 30 000 dans le département. » De 1987 à 2017, 100 000 hectares de forêt ont ainsi été détruits. Le problème s'aggrave d'année en année : entre la fin des années 1980 et 2020, le nombre de chantiers illégaux a augmenté de 670 %.
Les animaux et les habitants sont exposés au mercure organique. Selon une étude réalisée entre 2011 et 2014, 75 % de la population est contaminée, avec des taux plus élevés près des mines et dans les communautés indigènes, qui consomment beaucoup de poisson.

## Transports
- Routier

La construction de routes est très difficile dans la région, car la cordillère des Andes se précipite dans la forêt, créant des abîmes presque infranchissables.
Puerto Maldonado est desservie par une route provenant des Andes. Les parcours pour rejoindre Lima sont les suivants:
- Lima-Arequipa-Cusco-Puerto Maldonado (2 024 km.)
- Lima-Nasca-Abancay-Cusco-Puerto Maldonado (1 619 km.)

Fluvial
Le Madre de Dios est navigable depuis Puerto Maldonado
Aérien
L'aéroport de Puerto Maldonado assure des liaisons régulières avec Lima et Cuzco.

## Culture et tourisme

### Patrimoine naturel
- Parc national del Manú

S'étendant sur 1 881 000 hectares et bénéficiant d'une richesse naturelle impressionnante, le parc national del Manú est classé au patrimoine mondial de l'UNESCO.
- Tambopata
- Pampas de Heath
- Nombreux lacs (Sandoval, Valencia, Tres Chimbadas, Chorrillos y Túpac Amaru, etc.)

### Fêtes locales
Le 26 décembre est célébré l'anniversaire de Madre de Dios qui est la fête la plus importante de la région.